# NGC 13
NGC 13 је спирална галаксија у сазвежђу Андромеда која се налази на NGC листи објеката дубоког неба.
Деклинација објекта је + 33° 25' 59" а ректасцензија 0h 8m 47,7s. Привидна величина (магнитуда) објекта NGC 13 износи 13,3 а фотографска магнитуда 14,1. Налази се на удаљености од 60,483 милиона парсека од Сунца. NGC 13 је још познат и под ознакама UGC 77, MCG 5-1-34, CGCG 498-81, CGCG 499-53, PGC 650.